# San Cristoforo
San Cristoforo (piemontesisch San Cristòfi oder San Cristòfa, ligurisch San Cristoffa) ist eine italienische Gemeinde in der Provinz Alessandria (AL), Region Piemont.

## Lage und Einwohner
Die Gemeinde San Cristoforo liegt rund 30 km südöstlich von der Provinzhauptstadt Alessandria auf einer Höhe von 301 m über dem Meeresspiegel. Das Gemeindegebiet umfasst eine Fläche von 3,60 km² und hat 519 (Stand 31. Dezember 2023) Einwohner.
Die Nachbargemeinden sind Capriata d’Orba, Castelletto d’Orba, Francavilla Bisio, Gavi, Montaldeo und Parodi Ligure.

### Bevölkerungsentwicklung

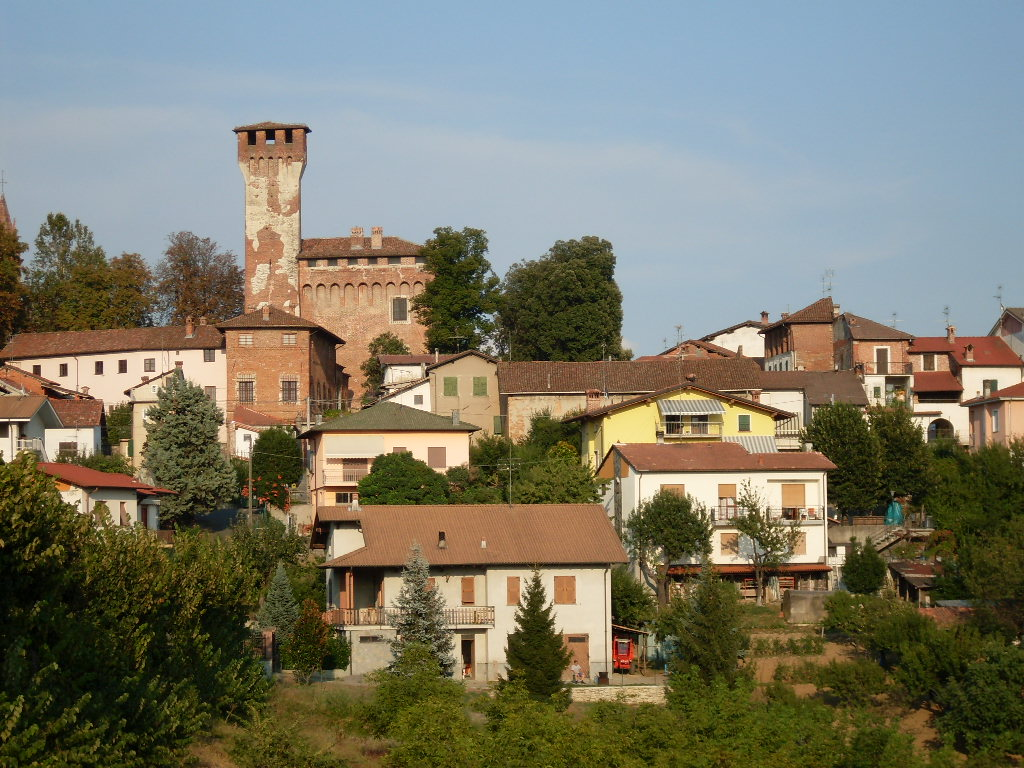
Blick auf San Cristoforo mit der Burg im Hintergrund

## Wirtschaft
In San Cristoforo werden Reben für den Dolcetto d’Ovada, einen Rotwein mit DOC Status, angebaut. Die Beeren der Rebsorten Spätburgunder und Chardonnay dürfen zum Schaumwein Alta Langa verarbeitet werden.